# Nordin Amrabat
Noureddine „Nordin“ Amrabat (arabisch نور الدين أمرابط, DMG Nūr ad-Dīn Amrābaṭ; * 31. März 1987 in Naarden) ist ein niederländisch-marokkanischer Fußballspieler, der aktuell bei Hull City unter Vertrag steht.

## Spielerkarriere

### Vereinskarriere
Amrabat spielte in seiner Jugend beim
SV Huizen. Im Jahr 2006 wurde er Profi beim niederländischen Zweitligisten FC Omniworld, für den er in 36 Spielen 14 Tore erzielte. Anschließend zog es ihn zum Erstliga-Aufsteiger VVV Venlo. Auf Anhieb setzte er sich auch in der Ehrendivision durch und war in 33 Spielen zehnmal erfolgreich. Im Sommer 2008 warben zahlreiche Erstligisten um die Gunst des talentierten Stürmers, schließlich entschied er sich für den niederländischen Meister PSV Eindhoven. Bereits in seinem ersten Einsatz, am 30. August beim 5:1-Auswärtssieg über den FC Utrecht, erzielte Amrabat sein erstes Tor für die PSV Eindhoven. Im Winter 2011 wechselte er zum türkischen Erstligisten Kayserispor und erhielt zunächst einen Vertrag bis 2015.
Im Juli 2012 verpflichtete ihn Galatasaray Istanbul. In seiner ersten Saison mit Galatasaray wurde Amrabat türkischer Meister und türkischer Supercupsieger. Ende Januar 2014 ging Amrabat für die Rückrunde auf Leihbasis zum FC Málaga. Am Saisonende kehrte er zu Galatasaray zurück und nahm hier am vorsaisonalen Vorbereitungscamp teil. Gegen Ende der Sommertransferperiode 2014 wurde er für eine Saison erneut an den FC Málaga ausgeliehen. Am Ende der Saison 2014/15 nutzte FC Málaga eine Kaufoption für Amrabat. Am 18. Januar 2016 wechselte er für eine Ablöse zum englischen Erstligisten FC Watford. Zur Saison 2017/18 wurde er nach Spanien an CD Leganés verliehen. Im Juli 2018 unterschrieb Amrabat beim saudi-arabischen Erstligisten al-Nasr einen Dreijahresvertrag. Ein Jahr später gewann er mit dem Verein aus Riad die nationale Meisterschaft sowie anschließend zweimal den Superpokal.
Nach Ablauf seines Vertrags wechselte er im Sommer 2021 zu AEK Athen.

### Nationalmannschaft
Amrabat kam in sieben Spielen für die niederländische U-21-Nationalmannschaft zum Einsatz. Im Jahre 2011 gehörte er dem erweiterten Kader der vom Belgier Eric Gerets trainierten marokkanischen Nationalmannschaft für die Spiele der Fußball-Afrikameisterschaft an. Mit Marokko spielte er bei den Afrika-Cups 2012 und 2013. Er stand auch im Kader Marokkos für die Fußball-Weltmeisterschaft 2018. Nach zwei 0:1-Niederlagen, gegen Portugal und den Iran, sowie einem 2:2-Unentschieden gegen Spanien schied Marokko als letzter der Gruppe B aus dem Turnier aus. Amrabat wurde in allen drei Partien eingesetzt.

## Persönliches
Nordin Amrabat ist Muslim. Sein Bruder Sofyan (* 1996) ist ebenfalls Fußballspieler.

## Erfolge
Mit PSV Eindhoven
- Niederländischer Superpokalsieger: 2008

Mit Galatasaray Istanbul
- Türkischer Meister: 2013
- Türkischer Pokalsieger: 2014
- Türkischer Superpokalsieger: 2012, 2013

Mit al-Nasr
- Saudi-Arabischer Meister: 2019
- Saudi-Arabischer Superpokalsieger: 2019, 2021